# Ventotene (Latium)
Ventotene ist eine italienische Gemeinde in der Provinz Latina in der Region Latium mit 689 Einwohnern (Stand 31. Dezember 2023).

## Geographie

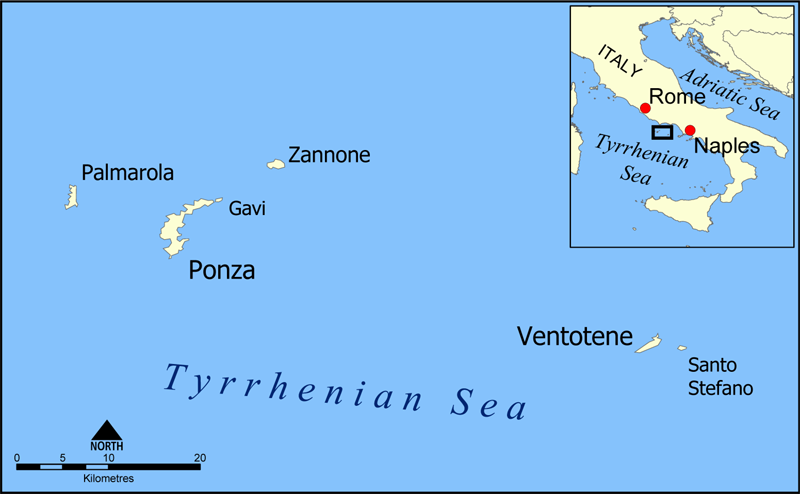
Karte: Ventotene (rechts)

Die Gemeinde umfasst im Wesentlichen die beiden östlichsten Inseln des Pontinischen Archipels im Tyrrhenischen Meer, nämlich Ventotene und Santo Stefano. Das Gemeindegebiet ist seit 1997 einschließlich der Wasserflächen ein Naturschutzgebiet.
Alle Einwohner der Gemeinde leben auf der 1,54 km² großen Hauptinsel Ventotene; die rund 1,6 km entfernt liegende Insel Santo Stefano ist nur rund 27 ha groß und heute unbewohnt.

## Bevölkerungsentwicklung
| Jahr      | 1871 | 1901 | 1921 | 1951 | 1971 | 1991 | 2001 | 2011 | 2021 |
| --------- | ---- | ---- | ---- | ---- | ---- | ---- | ---- | ---- | ---- |
| Einwohner | 2049 | 1986 | 1302 | 1270 | 508  | 671  | 633  | 691  | 736  |

Quelle: ISTAT

## Verwaltung
Gherardo Santomauro (Lista Civica: Buona Onda) wurde am 11. Juni 2017 zum Bürgermeister gewählt.